# 羽田旭町
羽田旭町（はねだあさひちょう）は、東京都大田区の町名。丁番を持たない単独町名である。住居表示実施済区域。

## 地理
大田区の南東部に位置する。町域西部から北部にかけて東糀谷に接する。東部は海老取川に接し、羽田空港になる。南部は環八通りに接し、これを境に羽田に接する。
町域北部から西部の境界上を首都高速1号羽田線が通っている。羽田旭町は主に工業用地として利用されている。近年では、首都高速や環八通り等の自動車道、東京港、横浜港、そして羽田空港と陸・海・空すべての交通に利便性が高いことから、物流企業の拠点ともなっている。

### 河川
- 海老取川

## 歴史
- 1938年（昭和13年） - 荏原製作所羽田工場が置かれる。
- 1958年（昭和33年） - 東京都大田区羽田が再編され、旧羽田三丁目の一部を分離して羽田旭町が設置される。
- 1967年（昭和42年）9月1日 - 住居表示を実施する[4]。
- 2013年（平成25年）9月20日 - 荏原製作所羽田工場跡地に羽田クロノゲートが竣工する。

### 町名の変遷
| 実施後     | 実施年月日   | 実施前                           |
| ---------- | ------------ | -------------------------------- |
| 羽田旭町   | 1967年9月1日 | 羽田旭町の一部                   |
| 羽田五丁目 | 1967年9月1日 | 羽田六丁目の全域、羽田旭町の一部 |

## 世帯数と人口
2024年（令和6年）4月1日現在（東京都発表）の世帯数と人口は以下の通りである。
- 世帯数 : 335世帯
- 人口 : 471人

### 人口の変遷
国勢調査による人口の推移。
| 年                 | 人口 |
| ------------------ | ---- |
| 1995年（平成7年）  | 603  |
| 2000年（平成12年） | 684  |
| 2005年（平成17年） | 637  |
| 2010年（平成22年） | 644  |
| 2015年（平成27年） | 527  |
| 2020年（令和2年）  | 502  |

### 世帯数の変遷
国勢調査による世帯数の推移。
| 年                 | 世帯数 |
| ------------------ | ------ |
| 1995年（平成7年）  | 288    |
| 2000年（平成12年） | 366    |
| 2005年（平成17年） | 361    |
| 2010年（平成22年） | 381    |
| 2015年（平成27年） | 348    |
| 2020年（令和2年）  | 360    |

## 学区
区立小・中学校に通う場合、学区は以下の通りとなる（2023年3月時点）。
- 区域 : 全域
  - 小学校 : 大田区立羽田小学校
  - 中学校 : 大田区立羽田中学校

## 事業所
2021年（令和3年）現在の経済センサス調査による事業所数と従業員数は以下の通りである。
- 事業所数 : 134事業所
- 従業員数 : 7,721人

### 事業者数の変遷
経済センサスによる事業所数の推移。
| 年                 | 事業者数 |
| ------------------ | -------- |
| 2016年（平成28年） | 103      |
| 2021年（令和3年）  | 134      |

### 従業員数の変遷
経済センサスによる従業員数の推移。
| 年                 | 従業員数 |
| ------------------ | -------- |
| 2016年（平成28年） | 7,665    |
| 2021年（令和3年）  | 7,721    |

## 交通
町域内に鉄道駅はないが、南部方向にある京急空港線穴守稲荷駅の他、蒲田駅からのバス路線の利用ができる。

## 施設
- 荏原製作所本社・東京支社[15]
  - 荏原冷熱システム
  - 荏原電産
  - 荏原環境プラント
  - 荏原マイスター
  - 荏原アーネスト
- ヤマト運輸羽田クロノゲート
- ホテルJALシティ羽田東京
- 日本たばこ産業食品開発センター
- TSネットワーク㈱ 羽田流通センター
- ANA Blue Base
- MFIP羽田
- コミュニティセンター羽田旭（旧羽田旭小学校）
- あさひ海老取川公園
- 大田区立六間堀緑地 - 北部から西部の東糀谷との境界部にあたる。

## その他

### 日本郵便
- 郵便番号 : 144-0042[2]（集配局 : 蒲田郵便局[16]）。